# Montreux Volley Masters de 2014
O Montreux Volley Masters de 2014 foi realizado em Montreux, Suíça entre o período de 27 de maio a 1 de junho de 2014. Participaram do torneio 8 seleções.
Pela primeira vez a Alemanha venceu o torneio diante da seleção dos Estados Unidos; a Rússia conquistou o bronze. Margareta Kozuch, da seleção alemã, foi escolhida a MVP do torneio.

## Seleções participantes
- Alemanha
- Brasil
- China
- Estados Unidos
- Japão
- República Dominicana
- Rússia
- Suíça

## Grupos
| Grupo A                                               | Group B                                            |
| ----------------------------------------------------- | -------------------------------------------------- |
| Suíça (País Sede) Brasil(Último Campeão) China Rússia | República Dominicana Alemanha Estados Unidos Japão |

## Grupo A
| Pos | Equipe | Pts | J | V | D | SP | SC | PP  | PC  |
| --- | ------ | --- | - | - | - | -- | -- | --- | --- |
| 1   | China  | 6   | 3 | 2 | 1 | 8  | 5  | 285 | 253 |
| 2   | Rússia | 6   | 3 | 2 | 1 | 8  | 5  | 295 | 268 |
| 3   | Brasil | 6   | 3 | 2 | 1 | 8  | 5  | 295 | 273 |
| 4   | Suíça  | 0   | 3 | 0 | 3 | 0  | 9  | 144 | 225 |

PTS - pontos, J - jogos, V - vitórias, D - derrotas, SP - sets pró, SC - sets contra, PP - pontos pró, PC - pontos contra

### Resultados
| Data       | Horário |        | Placar |        | Set 1 | Set 2 | Set 3 | Set 4 | Set 5 | Total   | Relatório |
| 27 de Maio | 16:30   | Brasil | 3- 0   | Suíça  | 25–13 | 25–20 | 25–13 |       |       | 75-46   | P2        |
| 27 de Maio | 21:00   | China  | 3 - 2  | Rússia | 25–22 | 23–25 | 16–25 | 25–18 | 15–9  | 104–99  | P2        |
| 28 de Maio | 18:30   | Brasil | 3 - 2  | China  | 25–19 | 14–25 | 23–25 | 26–24 | 15–13 | 103–106 | P2        |
| 29 de Maio | 16:30   | China  | 3 - 0  | Suíça  | 25–16 | 25–22 | 25–13 |       |       | 75–51   | P2        |
| 29 de Maio | 18:30   | Rússia | 3 - 2  | Brasil | 35–33 | 25–20 | 26–28 | 20–25 | 15–11 | 121-117 | P2        |
| 30 de Maio | 16:30   | Rússia | 3 - 0  | Suíça  | 25–19 | 25–13 | 25–15 |       |       | 75–47   | P2        |

## Grupo B
| Pos | Equipe               | Pts | J | V | D | SP | SC | PP  | PC  |
| --- | -------------------- | --- | - | - | - | -- | -- | --- | --- |
| 1   | Estados Unidos       | 9   | 3 | 3 | 0 | 9  | 1  | 247 | 196 |
| 2   | Alemanha             | 6   | 3 | 2 | 1 | 7  | 3  | 241 | 215 |
| 3   | Japão                | 3   | 3 | 1 | 2 | 3  | 6  | 191 | 218 |
| 4   | República Dominicana | 0   | 3 | 0 | 3 | 0  | 9  | 176 | 226 |

PTS - pontos, J - jogos, V - vitórias, D - derrotas, SP - sets pró, SC - sets contra, PP - pontos pró, PC - pontos contra

### Resultados
| Data       | Horário |                      | Placar |                      | Set 1 | Set 2 | Set 3 | Set 4 | Set 5 | Total | Relatório |
| 27 de Maio | 18:30   | Estados Unidos       | 3 - 1  | Alemanha             | 22–25 | 25–20 | 25–23 | 25–21 |       | 97–89 | P2        |
| 28 de Maio | 16:30   | Alemanha             | 3 - 0  | República Dominicana | 25–21 | 25–20 | 25–21 |       |       | 75–62 | P2        |
| 28 de Maio | 21:00   | Estados Unidos       | 3 - 0  | Japão                | 25–17 | 25–22 | 25–20 |       |       | 75–59 | P2        |
| 29 de Maio | 21:00   | Japão                | 3 - 0  | República Dominicana | 26–24 | 25–19 | 25–23 |       |       | 76–66 | P2        |
| 30 de Maio | 18:30   | Japão                | 3 - 0  | Alemanha             | 15–25 | 25–27 | 16–25 |       |       | 56–77 | P2        |
| 30 de Maio | 21:00   | República Dominicana | 0 - 3  | Estados Unidos       | 19–25 | 15–25 | 14–25 |       |       | 48–75 | P2        |

## Decisão de Quinto Lugar
|  | 5ª-8ª colocação                | 5ª-8ª colocação |   |  | 5ª colocação                  | 5ª colocação |  |
|  |                                |                 |   |  |                               |              |  |
|  | 31 de Maio de 2014 – Montreux  |                 |   |  |                               |              |  |
|  | Brasil                         | 3               |   |  |                               |              |  |
|  | República Dominicana           | 0               |   |  |                               |              |  |
|  |                                |                 |   |  |                               |              |  |
|  |                                |                 |   |  | 1 de Junho de 2014 – Montreux |              |  |
|  |                                |                 |   |  | Brasil                        | 3            |  |
|  |                                | Japão           | 1 |  |                               |              |  |
|  |                                |                 |   |  |                               |              |  |
|  |                                |                 |   |  |                               |              |  |
|  |                                |                 |   |  |                               |              |  |
|  | 31 de Junho de 2014 – Montreux |                 |   |  |                               |              |  |
|  | Japão                          | 3               |   |  |                               |              |  |
|  | Suíça                          | 0               |   |  |                               |              |  |

## 5ª- 8ª colocação
| Data       | Horário |        | Placar |                      | Set 1 | Set 2 | Set 3 | Set 4 | Set 5 | Total | Relatório |
| 31 de Maio | 14:00   | Brasil | 3 - 0  | República Dominicana | 27–25 | 25–16 | 27–25 |       |       | 79–66 | P2        |
| 31 de Maio | 16:00   | Japão  | 3 - 0  | Suíça                | 25–17 | 25–16 | 25–19 |       |       | 75–52 | P2        |

### Decisão de Quinto Lugar
| Data       | Horário |        | Placar |       | Set 1 | Set 2 | Set 3 | Set 4 | Set 5 | Total | Relatório |
| 1 de Junho | 11:00   | Brasil | 3 - 1  | Japão | 19–25 | 25–20 | 25–11 | 25–22 |       | 94–78 | P2        |

## Finais
|  | Semifinais                    | Semifinais                    |   |                               | Final                         | Final |  |
|  |                               |                               |   |                               |                               |       |  |
|  | 31 de Maio de 2014 - Montreux |                               |   |                               |                               |       |  |
|  | China                         | 0                             |   |                               |                               |       |  |
|  | Alemanha                      | 3                             |   |                               |                               |       |  |
|  |                               |                               |   |                               |                               |       |  |
|  |                               |                               |   |                               | 1 de Junho de 2014 - Montreux |       |  |
|  |                               |                               |   |                               | Alemanha                      | 3     |  |
|  |                               | Estados Unidos                | 1 |                               |                               |       |  |
|  |                               |                               |   |                               |                               |       |  |
|  |                               |                               |   |                               |                               |       |  |
|  |                               |                               |   |                               | 3° lugar                      |       |  |
|  | 31 de Maio de 2014 - Montreux | 31 de Maio de 2014 - Montreux |   | 1 de Junho de 2014 - Montreux | 1 de Junho de 2014 - Montreux |       |  |
|  | Estados Unidos                | 3                             |   | China                         | 2                             |       |  |
|  | Rússia                        | 1                             |   |                               | Rússia                        | 3     |  |

### Semifinal
| Data       | Horário |                | Placar |          | Set 1 | Set 2 | Set 3 | Set 4 | Set 5 | Total | Relatório |
| 31 de Maio | 18:30   | China          | 0- 3   | Alemanha | 22–25 | 18–25 | 21–25 |       |       | 61–75 | P2        |
| 31 de Maio | 21:00   | Estados Unidos | 3 - 1  | Rússia   | 25–23 | 22–25 | 25–20 | 25–21 |       | 97–89 | P2        |

### Decisão de Terceiro Lugar
| Data       | Horário |       | Placar |        | Set 1 | Set 2 | Set 3 | Set 4 | Set 5 | Total   | Relatório |
| 1 de Junho | 13:30   | China | 2 - 3  | Rússia | 25–19 | 19–25 | 25–17 | 22–25 | 11–15 | 102–101 | P2        |

### Final
| Data       | Horário |          | Placar |                | Set 1 | Set 2 | Set 3 | Set 4 | Set 5 | Total | Relatório |
| 1 de Junho | 16:00   | Alemanha | 3 - 1  | Estados Unidos | 25–19 | 19–25 | 25–17 | 25–21 |       | 94–82 | P2        |